# Theganopteryx
Theganopteryx es un género de cucarachas, insectos de la familia Ectobiidae.

## Especies
- Theganopteryx bidentata
- Theganopteryx bivittata
- Theganopteryx bredoi
- Theganopteryx camerunensis
- Theganopteryx conspersa
- Theganopteryx difficilis
- Theganopteryx dimorpha
- Theganopteryx fantastica
- Theganopteryx flavescens
- Theganopteryx heterogamia
- Theganopteryx hova
- Theganopteryx ituriensis
- Theganopteryx kivuensis
- Theganopteryx lucida
- Theganopteryx malagassa
- Theganopteryx massauae
- Theganopteryx molesta
- Theganopteryx nigrescens
- Theganopteryx nitida
- Theganopteryx notata
- Theganopteryx obscura
- Theganopteryx propinqua
- Theganopteryx punctata
- Theganopteryx remotevittata
- Theganopteryx rhodesiae
- Theganopteryx sabauda
- Theganopteryx shabaensis
- Theganopteryx shelfordi
- Theganopteryx simillima
- Theganopteryx tricolor
- Theganopteryx villiersi